# Marcus Kleveland
Marcus Kleveland (* 25. April 1999 in Dombås) ist ein norwegischer Snowboarder. Er startet in den Disziplinen Slopestyle und Big Air.

## Werdegang
Kleveland nimmt seit 2010 an Wettbewerben der Ticket to Ride World Snowboard Tour teil. Dabei holte er im Februar 2013 im Slopestyle bei den Burton European Junior Open in Laax seinen ersten Sieg. Im September 2014 wurde er im Big Air-Wettbewerb beim freestyle.ch Zweiter. In der Saison 2015/16 errang er beim Air & Style in Innsbruck den zweiten Platz, in Los Angeles den zehnten Platz und in Peking den 22. Platz. Zudem siegte er im Big Air beim Norgescup in Trysil und errang bei den X-Games Oslo 2016 den 12. Platz im Big Air. Im März 2016 wurde er norwegischer Meister im Slopestyle und im Big Air. Zu Beginn der Saison 2016/17 kam er bei The Mile High im Perisher auf den zweiten Platz und beim Thredbo Big Air in Thredbo auf den ersten Platz. Im November 2016 debütierte er in Mailand im Snowboard-Weltcup. Dabei gewann er den Big-Air Wettbewerb. Im selben Monat siegte er ebenfalls beim Air & Style in Peking. Bei den Winter-X-Games 2017 in Aspen holte er die Silbermedaille im Big Air und die Goldmedaille im Slopestyle. Im Februar 2017 errang er beim Air & Style in Innsbruck den zweiten und in Los Angeles den dritten Platz und gewann damit die Air & Style Gesamtwertung. Zudem errang er beim Weltcup in Québec den dritten Platz im Slopestyle und erreichte zum Saisonende jeweils den achten Platz im Big Air und im Freestyle-Weltcup. Im März 2017 gewann er bei den Snowboard-Weltmeisterschaften 2017 in Sierra Nevada die Bronzemedaille im Big Air und wurde bei den X-Games Norway 2017 in Hafjell jeweils Fünfter im Slopestyle und im Big Air. In der Saison 2017/18 siegte er im Weltcup in Cardrona im Slopestyle und  beim Weltcup in Mönchengladbach im Big Air und erreichte damit den fünften Platz im Freestyle-Weltcup und den dritten Rang im Slopestyle-Weltcup. Bei den Winter-X-Games 2018 in Aspen holte er die Silbermedaille im Big Air und die Goldmedaille im Slopestyle und bei den X-Games Norway 2018 in Fornebu die Silbermedaille im Big Air. Im Februar 2018 belegte er bei den Olympischen Winterspielen in Pyeongchang den 18. Platz im Big Air und den sechsten Rang im Slopestyle. Im folgenden Monat errang er bei den Burton US Open in Vail den dritten Platz im Slopestyle. Bei den X-Games Norway 2020 in Hafjell holte er die Goldmedaille im von ihm inspirierten Knuckle Huck und errang den siebten Platz im Slopestyle. In der Saison 2020/21 holte er zwei Weltcupsiege und gewann damit den Freestyle und den Slopestyle-Weltcup. Bei den Winter-X-Games 2021 gewann er Gold im Big Air und bei den Snowboard-Weltmeisterschaften 2021 Bronze im Big Air und Gold im Slopestyle.
In der Saison 2021/22 holte Kleveland im Slopestyle in Silvaplana seinen sechsten Weltcupsieg und gewann bei den Winter-X-Games 2022 die Silbermedaille im Slopestyle sowie die Goldmedaille im Big Air. Beim Saisonhöhepunkt, den Olympischen Winterspielen 2022 in Peking, belegte er den 14. Platz im Slopestyle und den achten Rang im Big Air.

## Weltcupsiege
| Nr. | Datum             | Ort             | Disziplin  |
| --- | ----------------- | --------------- | ---------- |
| 1.  | 12. November 2016 | Mailand         | Big Air    |
| 2.  | 4. September 2017 | Cardrona        | Slopestyle |
| 3.  | 2. Dezember 2017  | Mönchengladbach | Big Air    |
| 4.  | 20. März 2021     | Aspen           | Slopestyle |
| 5.  | 28. März 2021     | Silvaplana      | Slopestyle |
| 6.  | 27. März 2022     | Silvaplana      | Slopestyle |
| 7.  | 17. Dezember 2022 | Copper Mountain | Big Air    |
| 8.  | 22. Januar 2023   | Laax            | Slopestyle |